# O Judeu Eterno (exposição de arte)

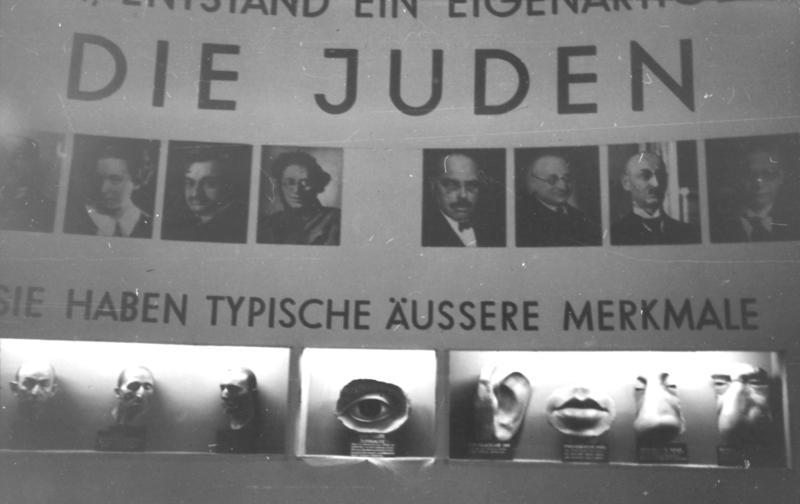
Caricaturas grotescas na exposição no, Deutsches Museum, Munique

O Judeu Eterno (alemão: Der ewige Jude) foi o título de uma exposição de antissemitismo exibida na Biblioteca do Museu Alemão em Munique de 8 de novembro de 1937 a 31 de janeiro de 1938. As exibições, com fotografias e caricaturas, focavam falsamente em boatos antissemitas, acusando os judeus de bolchevizar a Alemanha nazista. Isto foi mais bem exemplificado no cartaz da exposição apresentando um judeu “oriental” vestindo um kaftan e segurando moedas de ouro em uma mão e um chicote na outra. A exposição atraiu 412 300 visitantes, mais de 5 000 por dia.
O conteúdo era polêmico e grosseiramente enganoso, baseando-se na propaganda nazista e não em material verdadeiro ou factual. Outros boatos promovidos pela exposição incluíam os mitos da riqueza judaica e da evitação do trabalho, falsas alegações de criminalidade judaica e outros estereótipos raciais flagrantes. Foi projetado para apoiar suas doutrinas antissemitas nazistas com caricaturas de supostas fisionomias e aparências judaicas, e exemplos de judeus famosos como Albert Einstein e outros cientistas, autores e intelectuais conhecidos, como a inclusão equivocada de Charlie Chaplin.
A exposição foi patrocinada por Joseph Goebbels, o ministro da propaganda nazista, e que tinha notórias opiniões extremamente antissemitas. Ele tinha uma longa história de antissemitismo raivoso antes de os nazistas ganharem o poder em 1933, e organizou um boicote às lojas judaicas no mesmo ano, bem como a notória queima de livros de autores judeus, entre muitos outros. Ele iniciou a destruição de numerosas sinagogas durante a Kristallnacht em novembro de 1938, e como resultado muitos judeus foram mortos por turbas nazistas ou deportados aos milhares para campos de concentração nazistas. O antissemitismo nazista terminou com o Holocausto e o assassinato de 4 000 000 a 7 000 000 de judeus em guetos, campos de concentração nazistas e campos de extermínio nazistas, principalmente, mas não exclusivamente, na Europa Oriental. Os nazistas já haviam, na época da exposição, removido os direitos de cidadania dos judeus alemães e imposto leis racistas muito rigorosas contra os judeus que se casassem com os chamados " arianos " sob as Leis de Nuremberg, bem como negado aos judeus o direito de trabalhar em muitas profissões, como o direito, a medicina e o ensino. Muitos foram despejados de suas casas enquanto Berlim estava sendo desenvolvida por Albert Speer e a maioria seria evacuada para o leste e assassinada lá. Após o início da Segunda Guerra Mundial, em Setembro de 1939, tais políticas antissemitas foram estendidas aos países ocupados e, de fato, desenvolvidas muito mais através de esquadrões da morte (ou Einsatzgruppen) na Polônia, por exemplo, que visavam especificamente os judeus.
Após o término da exposição em Munique, ela foi exibida em Viena de 2 de agosto a 23 de outubro de 1938 e posteriormente em Berlim de 12 de novembro de 1938 a 31 de janeiro de 1939.

## Filme
O mesmo título O Judeu Eterno foi usado para um filme lançado em 1940 e dirigido por Fritz Hippler, um dos filmes mais violentamente antissemitas feitos pelos nazistas e um fracasso comercial. Foi patrocinado por Joseph Goebbels do Ministério de Iluminação Pública e Propaganda. Aparentemente, muitos telespectadores alemães ficaram perturbados com as cenas do Gueto de Varsóvia e o filme foi um fracasso comercial. Houve muitas cenas no gueto onde um grande número de judeus polacos foram encurralados pelos alemães e lentamente morreram de fome devido às restrições impostas à entrada de alimentos nas paredes bem guardadas do gueto. Imagens de crianças e adultos famintos e emaciados foram retratadas no filme para mostrar o quão "degenerados" os judeus eram, deixando de mencionar que eles estavam em seu estado lamentável como resultado direto da perseguição alemã.